# Bošín
Bošín (německy Boschin) je obec v okrese Ústí nad Orlicí v Pardubickém kraji. Leží na samé hranici přírodního parku Orlice. Nachází se čtyři kilometry severně od města Chocně. Žije zde 102 obyvatel. Asi polovinu katastrálního území obce tvoří orná půda.

## Historie
První písemná zmínka o obci pochází z roku 1371. Na katastrálním území obce se našli archeologické nálezy, které jsou uloženy v Choceňském muzeu.

## Obyvatelstvo
| Rok            | 1869 | 1880 | 1890 | 1900 | 1910 | 1921 | 1930 | 1950 | 1961 | 1970 | 1980 | 1991 | 2001 | 2011 | 2021 |
| -------------- | ---- | ---- | ---- | ---- | ---- | ---- | ---- | ---- | ---- | ---- | ---- | ---- | ---- | ---- | ---- |
| Počet obyvatel | 203  | 188  | 180  | 193  | 164  | 174  | 164  | 141  | 133  | 106  | 94   | 80   | 81   | 89   | 96   |
| Počet domů     | 32   | 33   | 33   | 34   | 32   | 32   | 32   | 34   | 31   | 31   | 28   | 32   | 32   | 33   | 32   |

## Obecní správa
Mezi lety 1869–1950 Bošín byl obcí v okrese Vysoké Mýto (1869–1950). V letech 1961–1990 patřil jako část obce ke Skořenicím a od 24. listopadu 1990 je opět samostatnou obcí.

## Pamětihodnosti a přírodní zajímavosti
- Kaple svaté Filomény
- Smírčí kříž Cyrilometodějský
- Bošínská obora - Přírodní rezervace bezprostředně navazující na obec.

## Doprava
Obcí prochází krajská silnice II.třídy č. 317.
Dopravní obslužnost obce veřejnou dopravou je zajištěna autobusovým spojením linkou č. 700941 Choceň - Kostelecké Horky (- Borohrádek) a zpět, ve které platí přepravní a tarifní podmínky integrovaného dopravního systému IREDO.
Dva kilometry západně od obce se nachází železniční stanice Újezd u Chocně na železniční trati Velký Osek - Hradec Králové - Týniště nad Orlicí - Choceň.

## Galerie

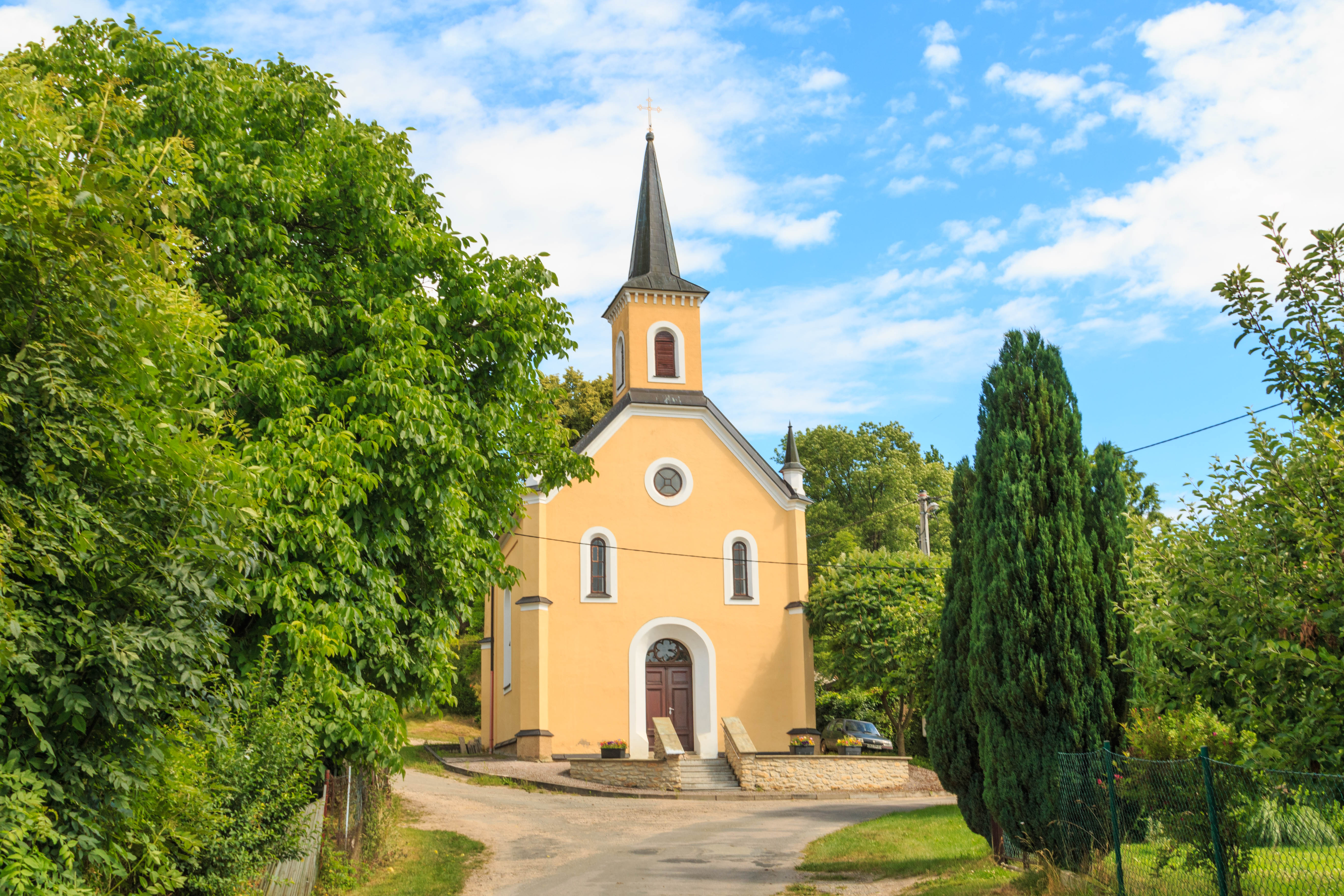
Kaple
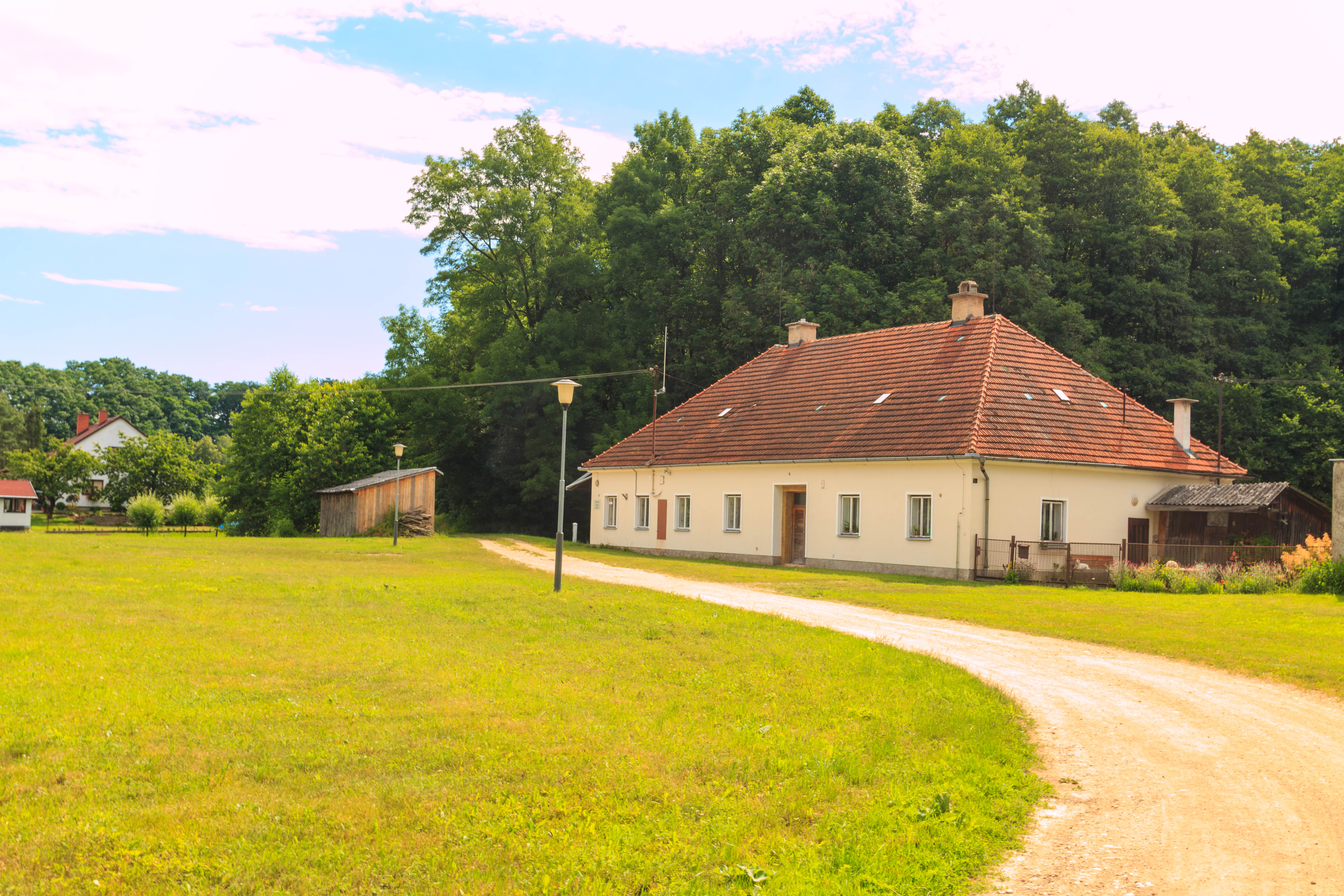
Obecní úřad
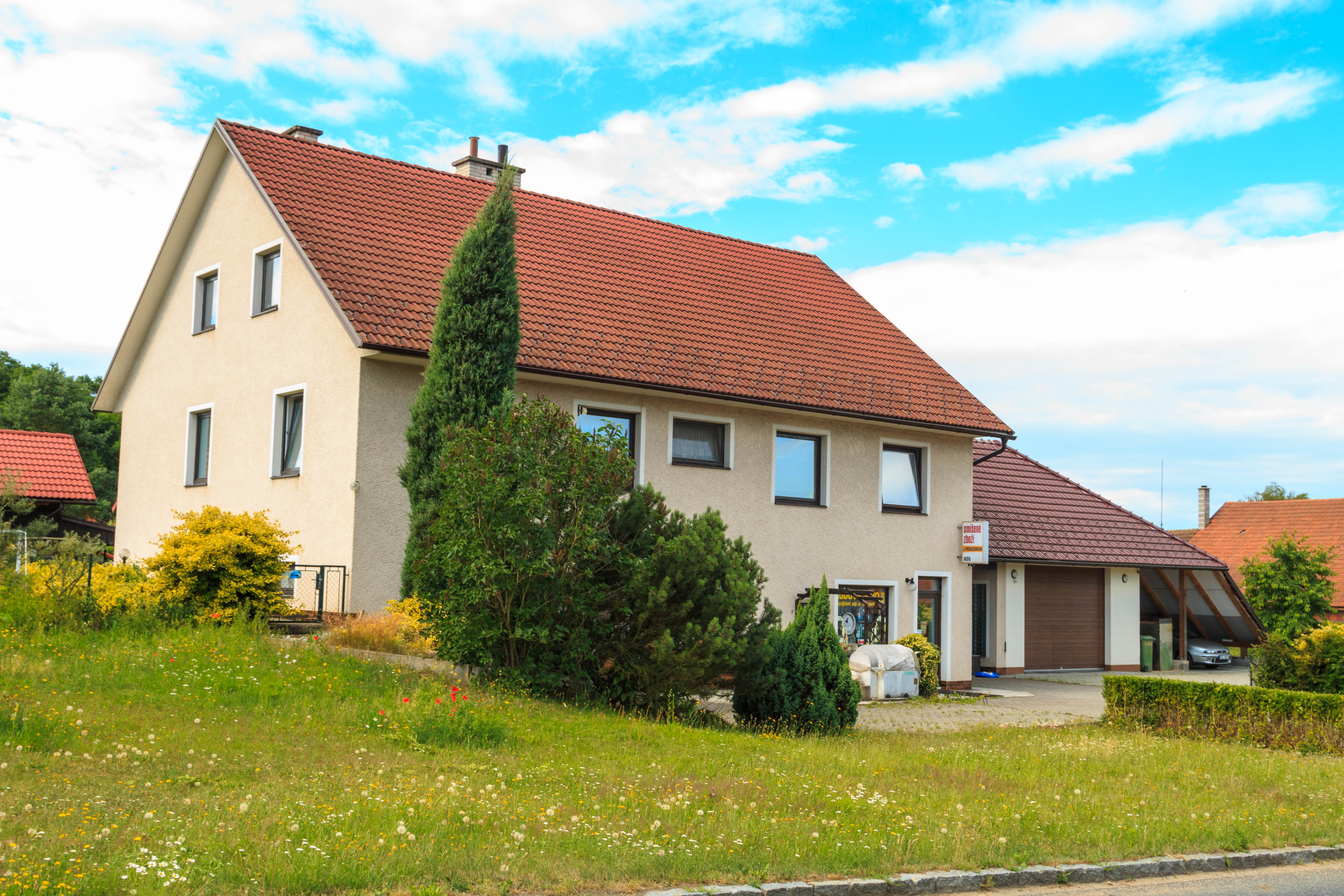
Stavení čp. 1
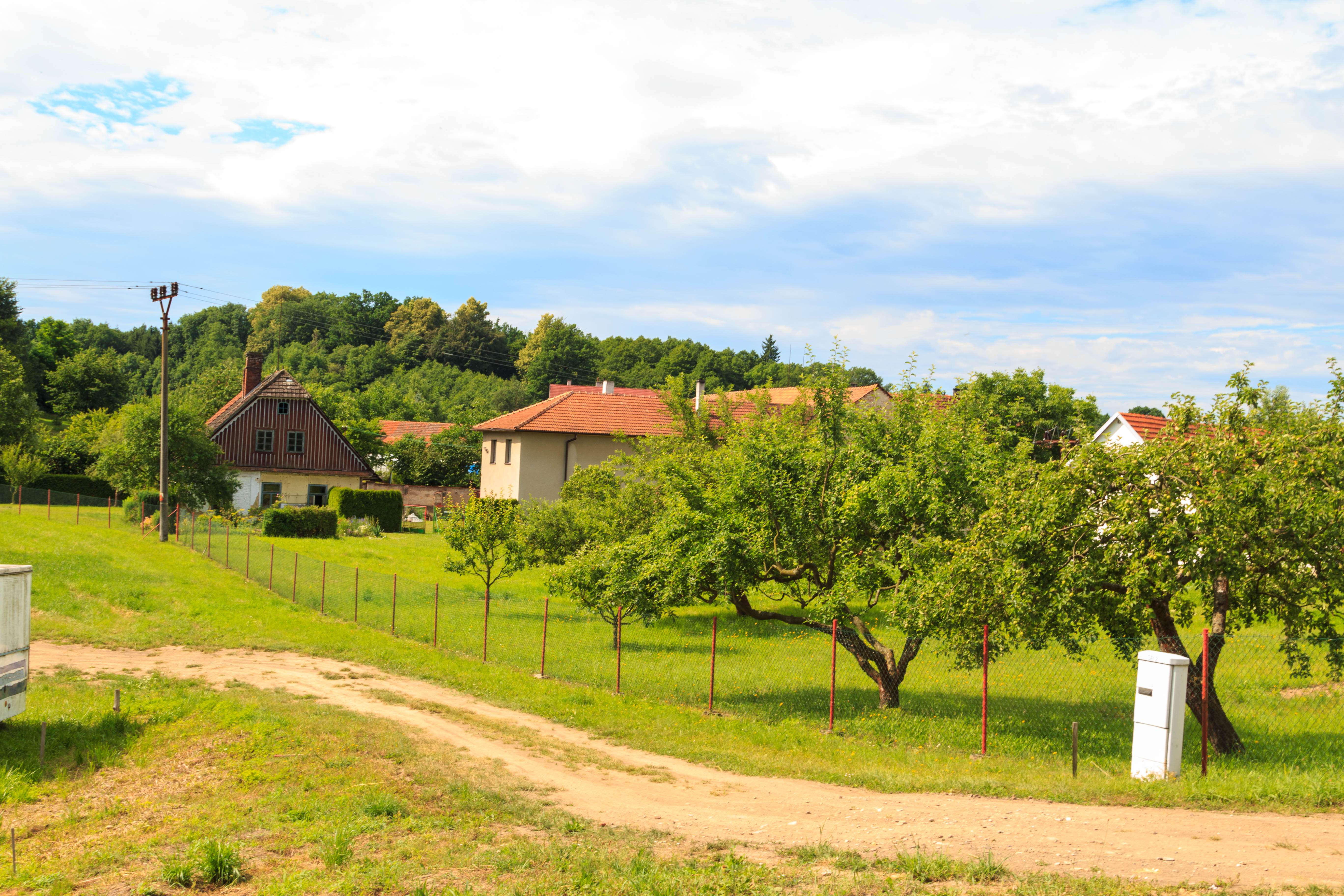
Stavení čp. 28